# 北京高华证券
北京高华证券有限责任公司，由方风雷等共6位投资者分别以三个创业投资公司的形式并联合联想控股于2004年10月创立。同年12月，高盛与高华分别出资33.3%和66.7%，合资设立高盛高华证券有限责任公司，总部亦设在北京。2012年，高华完成收购乾坤期货有限公司，开拓国内期货产品业务。2021年11月11日，高盛收购高华所持有的高盛高华的全部股权，将注册资本增加至278600万人民币，企业类型自中外合资变更为外国法人独资，并计划未来更名为高盛（中国）证券有限责任公司。2021年8月9日，中国证监会北京监管局核准北京高华证券变更业务范围，增加证券承销业务。